# 海の聖母
『海の聖母』（うみのせいぼ、伊: Madonna del Mare、英: Madonna of the Sea）は1475-1480年ごろに板上に油彩で制作された絵画で、 イタリア・初期ルネサンス絵画の巨匠サンドロ・ボッティチェッリ、またはフィリッピーノ・リッピに帰属される作品である。フィレンツェのサンタ・フェリチタ聖堂の修道院に由来するが、ナポレオンによる同修道院の廃絶に伴い、フィレンツェの王立美術学校に移された。現在はアカデミア美術館に所蔵されている。

## 作品
本作は、過去における修復や上塗りがあるために正確な鑑定をすることが難しくなっている。1893年にウルマン (Ulmann) によりボッティチェッリに、ライトボウン (Lightbown) によりフィリッピーノ・リッピに帰属されてきたが、帰属は確かなものではない。また、ファイー (Fahy, 1976年) のみはヤコポ・デル・セライオの名を提示している。2003年には、ボスコヴィッツ (Boskovitz) があたらめて作品をボッティチェッリに帰属している。なお、この作品は近年フィリッピーノ・リッピの作品カタログからは外されている。
作品の名称は、背景の窓から見える一面の海景にちなんでいる。憂鬱そうで物思いに耽る聖母マリアが膝上に幼子イエス・キリストを抱いており、ボッティチェッリの絵画に典型的な透明なヴェールを頭部に被り、通常の赤い衣服の上に肩の部分に彗星が刺繍された青いマントを羽織っている。幼子は開いたザクロを持っているが、左手からいくつかの麦粒が落ちている。ザクロは聖母の受胎能力と女王としての地位を象徴し、その実の赤い色はキリスト教図像学においてキリストの受難の前兆である。海との関係は、聖母の称号の1つである「ステッラ・マリス (Stella maris)」にも依拠している。
本作にはボッティチェッリの師であるフィリッポ・リッピを想起させる線描が明らかであり、それがアンドレア・デル・ヴェロッキオの作品にもとづいた力強い塑像性によりを成熟したものとなっている。本作の制作時期とされる1475-1480年ごろ、ボッティチェッリはフィリッポ・リッピの教えから離れ、ヴェロッキオの影響を受けながら、個性的な絵画様式を形成していく途上にあった。